# Manoir de Gisson
Het Manoir de Gisson is een gebouw in het centrum van het historische centrum van Sarlat in de Dordogne, het is sinds 2011 toegankelijk als museum.

## Exterieur

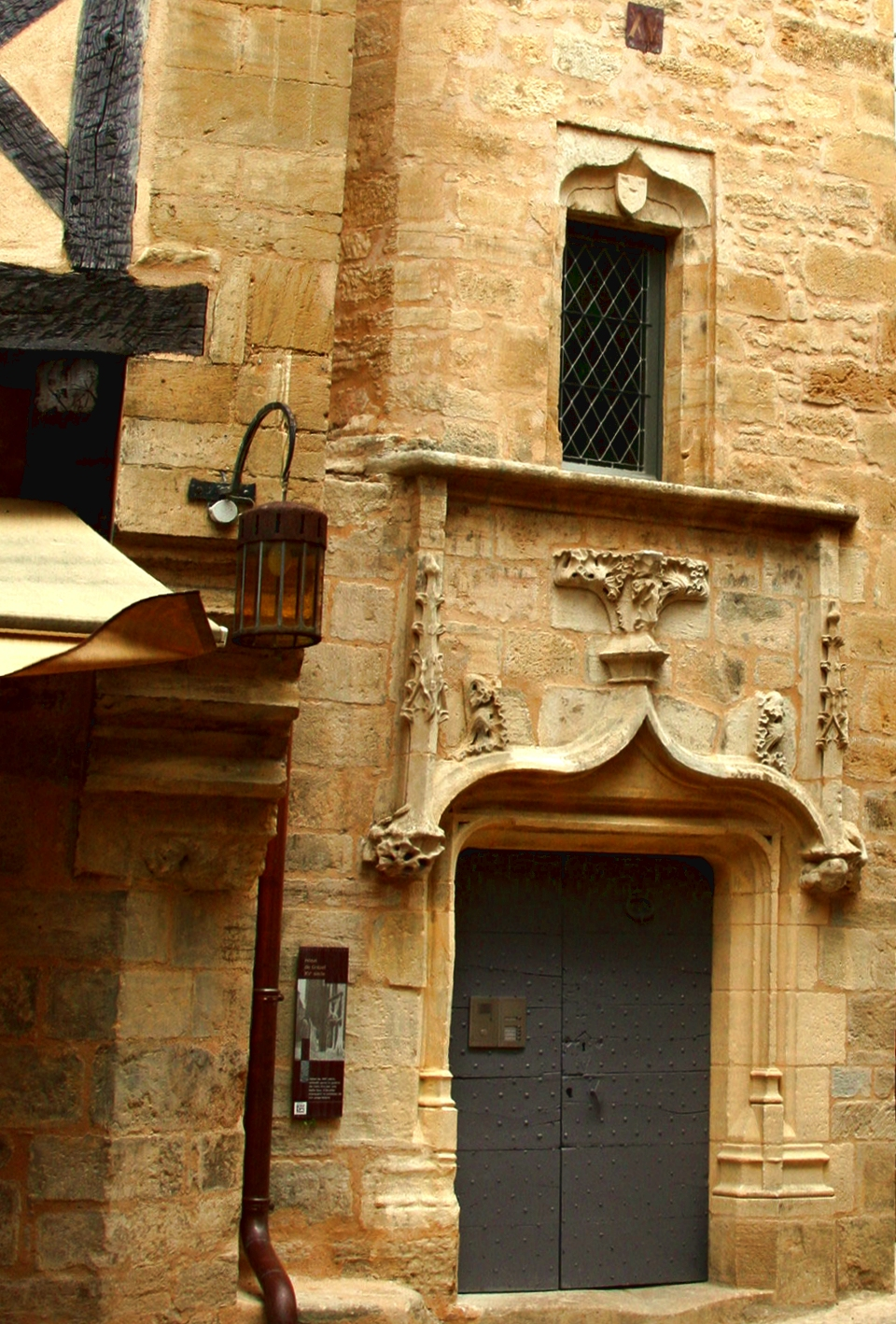
Ingang toren met deur
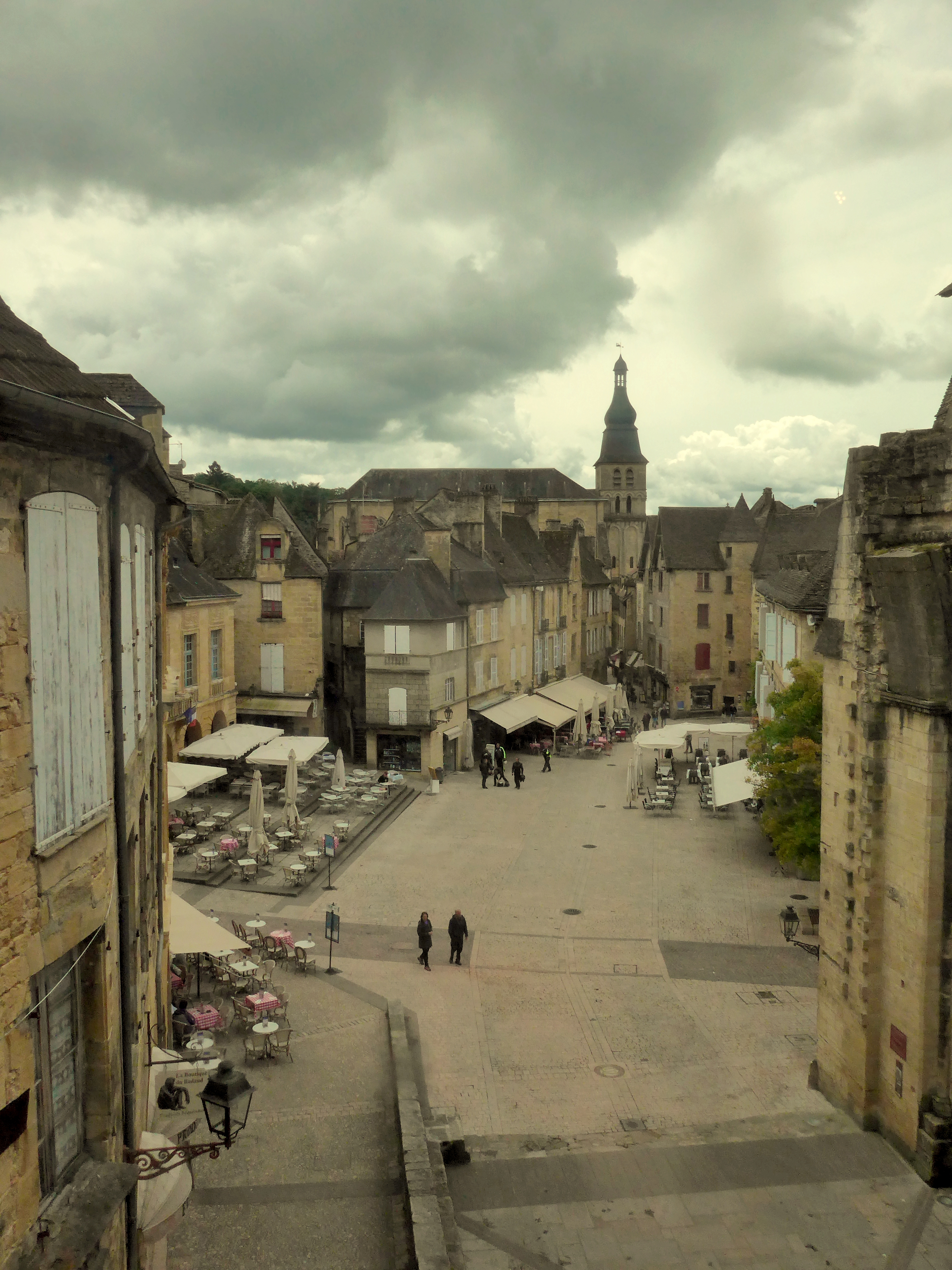
Uitzicht vanaf het balkon
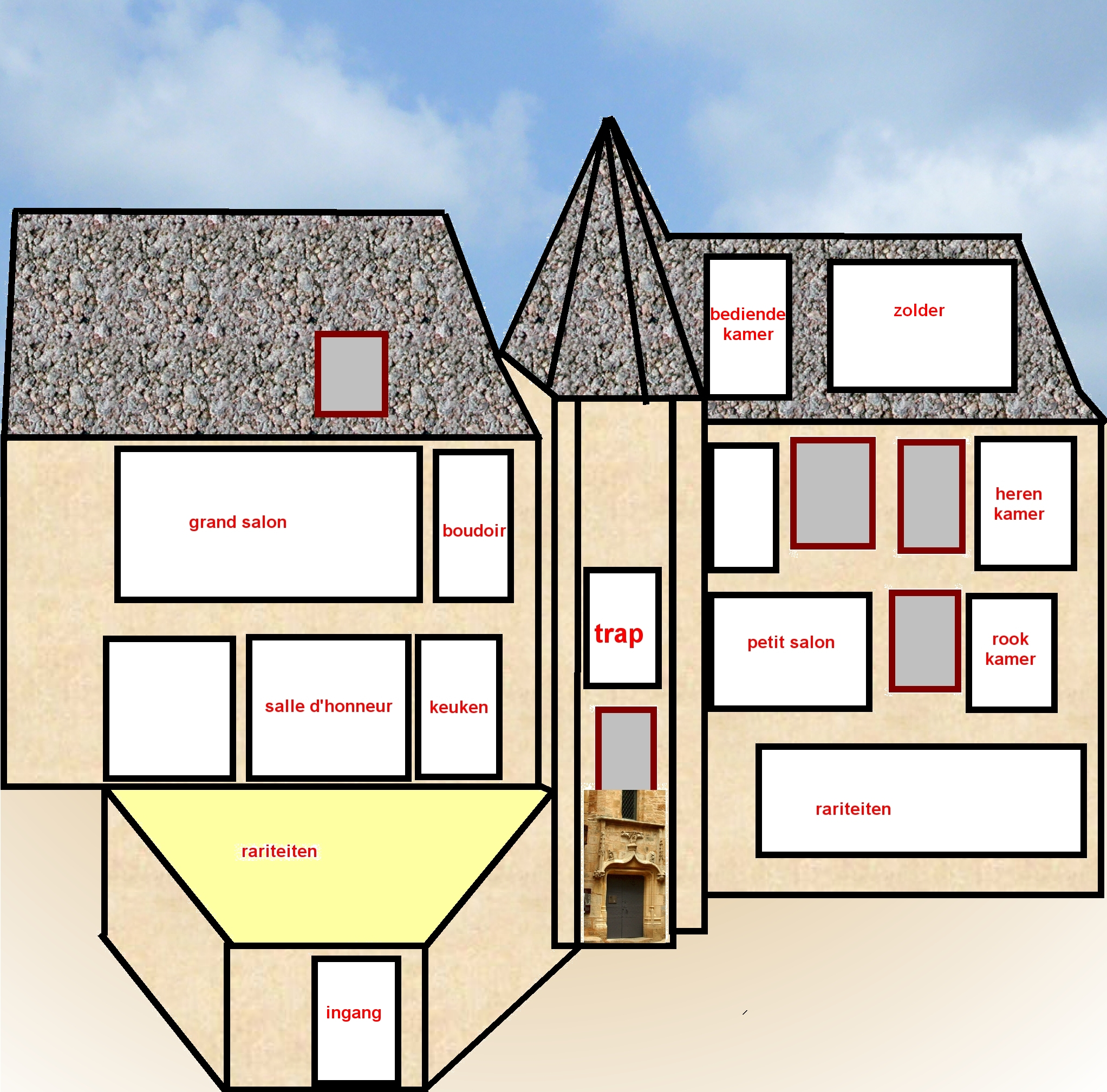
Manoir de Gisson, indeling

Het manoir bestaat uit  twee bouwdelen van verschillende architectuur uit de 16e eeuw, ze zijn verbonden door een 13e-eeuwse zeskantige traptoren die is gedekt met zware leistenen platen.
Oorspronkelijk bevatte het manoir 15 vertrekken, het rechterbouwdeel en de toren zijn nu (2011) toegankelijk als museum, in het rechter bouwdeel is een hotel.
De toegang van de toren is origineel met aan de bovenzijde een korfboog ondersteund door kolommen en een fries versierd met florale motieven.
Aan de voorzijde is een balkonterras op twee niveaus voorzien van een gietijzeren hekwerk. Het balkon biedt uitzicht op het plein van de historische Ganzenmarkt.
Het gebouw is geklasseerd als historisch monument en is gelegen in het beschermde gebied van de middeleeuwse stad.

## Interieur
Het interieur is ingericht in de stijl van de 17e-eeuwse bourgeoise van met name de familie Gisson.
In de kelder bevindt zich een verzameling rariteiten, dit soort collecties was in die tijd erg gebruikelijk. Wie wilde tonen veel gereisd te hebben bracht allerlei bijzondere voorwerpen mee voor een verzameling. Ook zijn hier objecten te zien die de kijker voor de gek moesten houden zoals de hoorn van
een Narwal die werd gepresenteerd als de hoorn van de eenhoorn. Ook zijn er gekrompen menselijk schedels voorzien van recepten om ze zo te prepareren.
De bovenste verdiepingen geven een beeld van het leven in het huis van de familie Gisson, deze voorname familie voerden meerdere titels zoals: notaire royal, avocat, consul de la Ville, capitaine de dragons, chevalier de l’ordre royal de Saint-Louis.
De kamers zijn ingericht met meubilair uit de 17e eeuw en ook de parket, de betegelde vloeren en de lambrisering geven een duidelijk beeld van die tijd.
De grote salon heeft meerdere keren gediend als achtergrond voor filmopnames. Het boudoir was de kamer voor de vrouw des huizes om te handwerken en gasten te ontvangen. De keuken, de rookkamer, het kantoor en het bediendevertrek zijn eveneens in stijl ingericht.

## Galerij

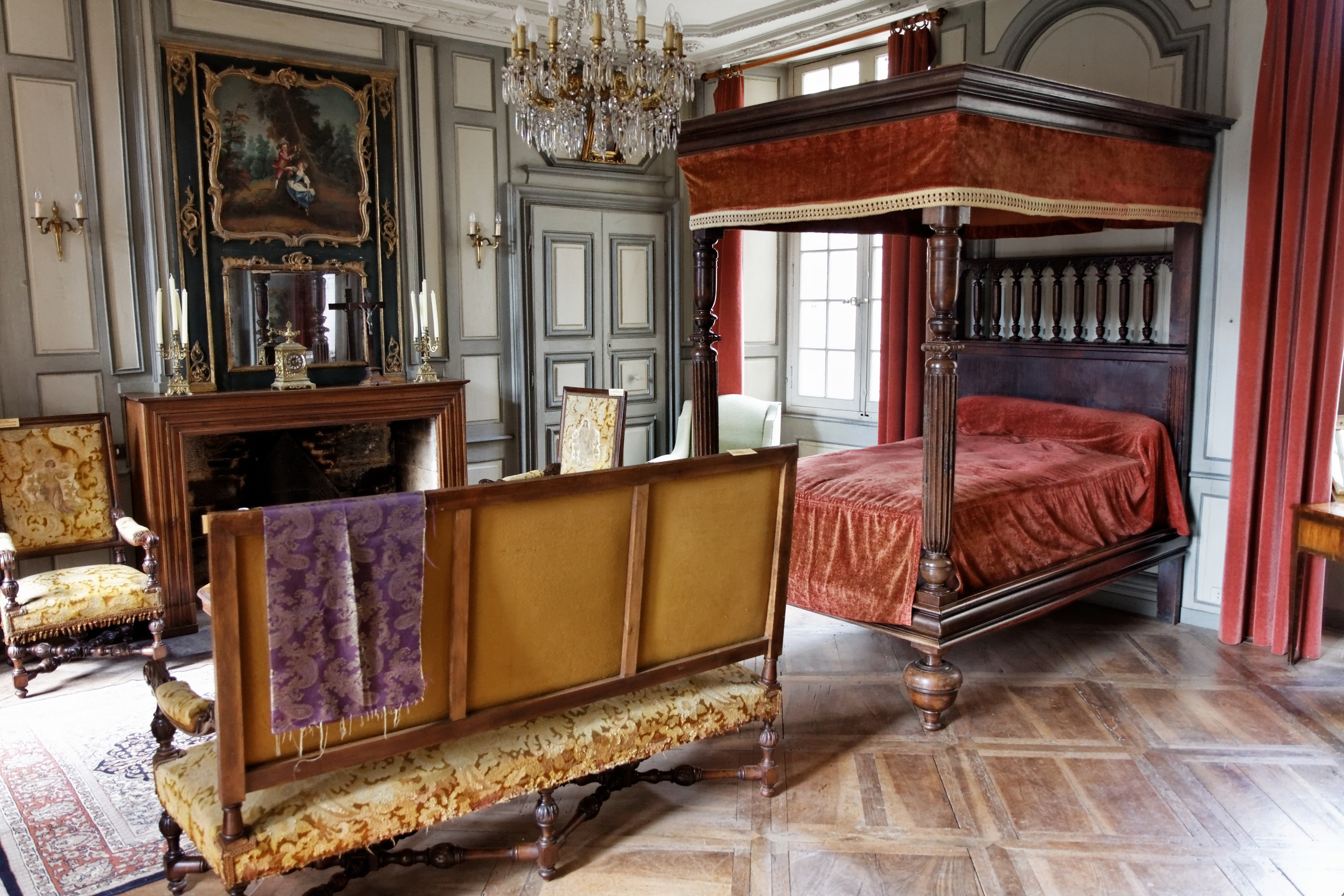
Le grand salon
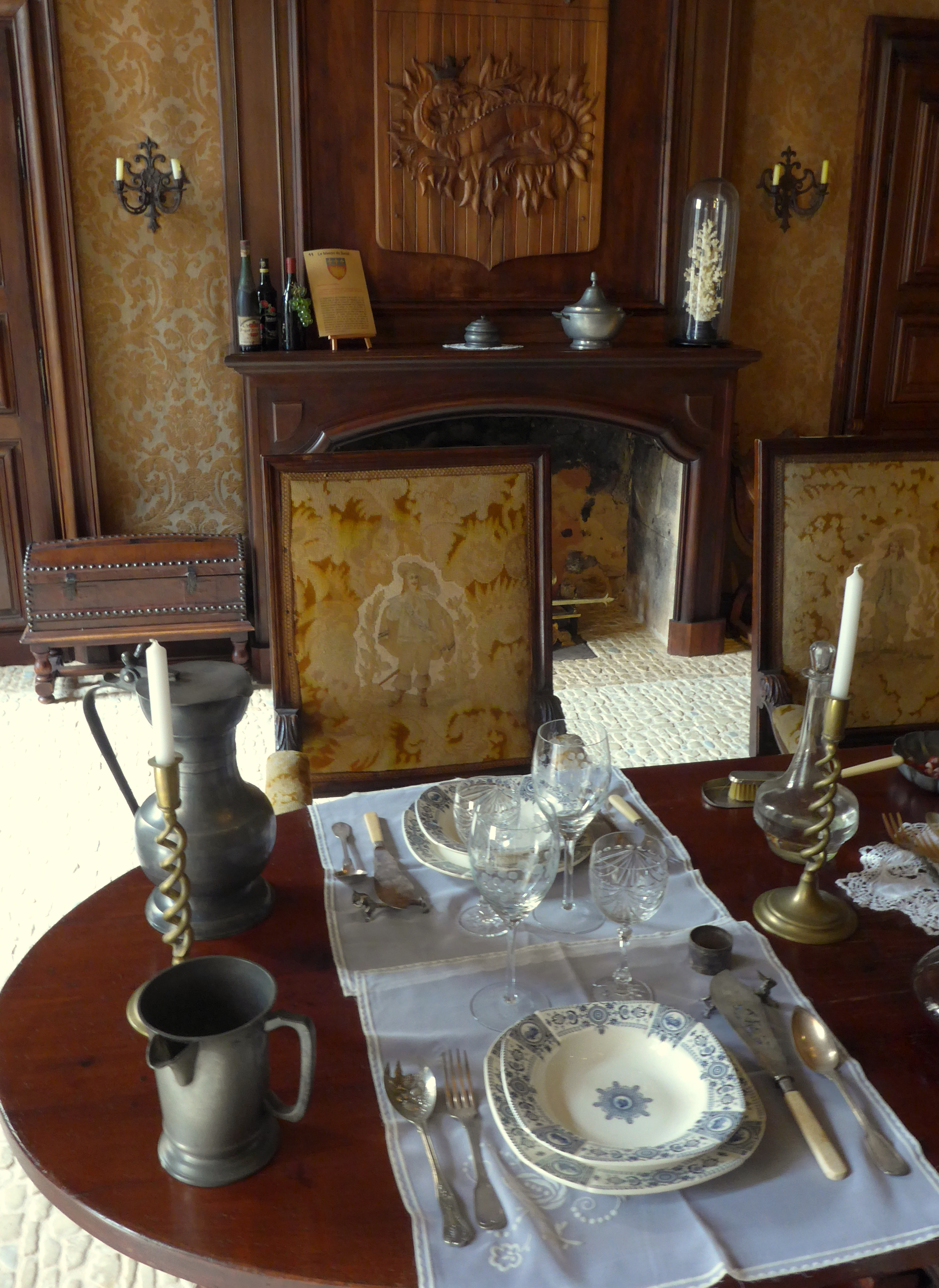
Boudoir
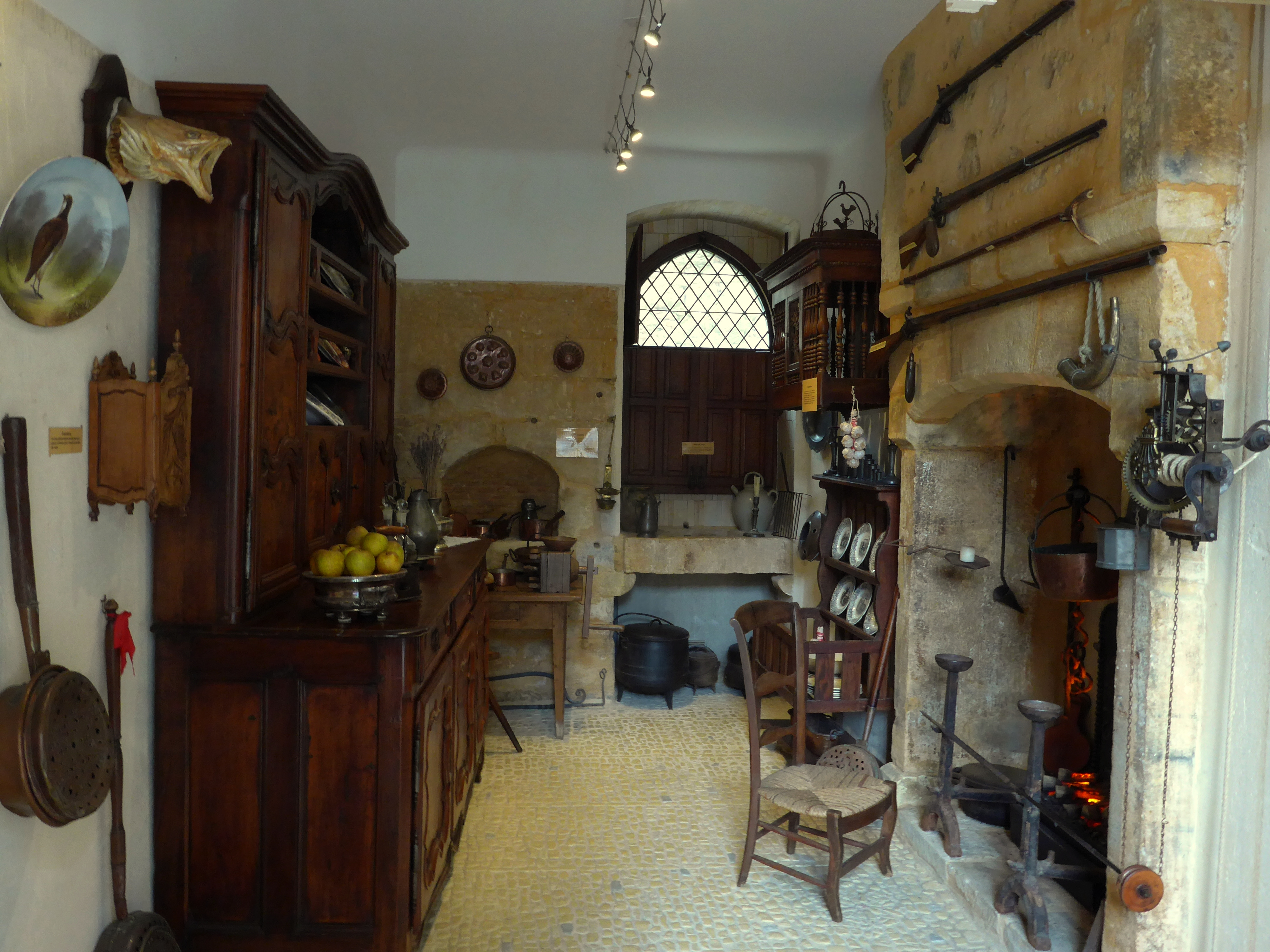
Keuken
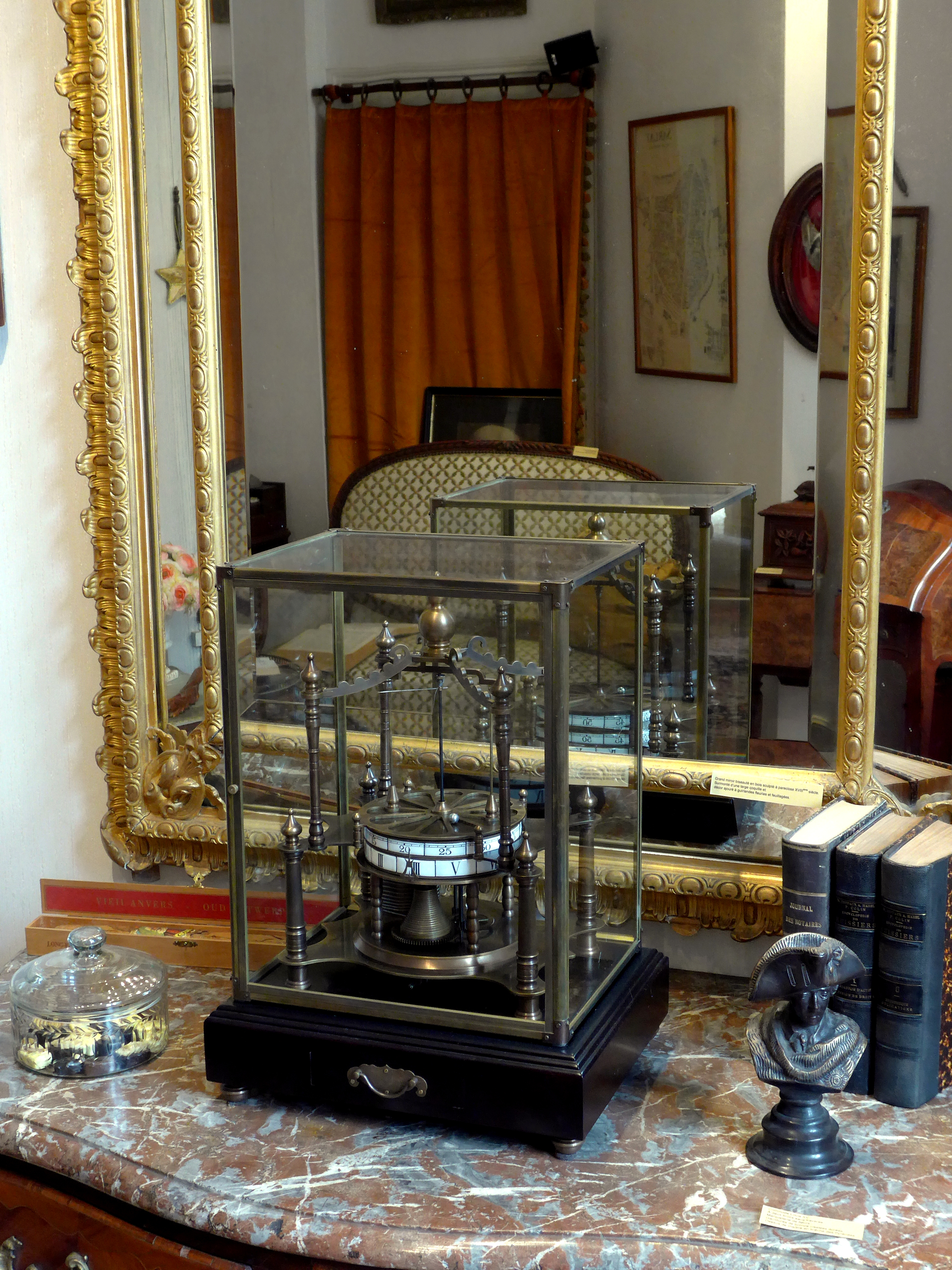
Mechanische kalender
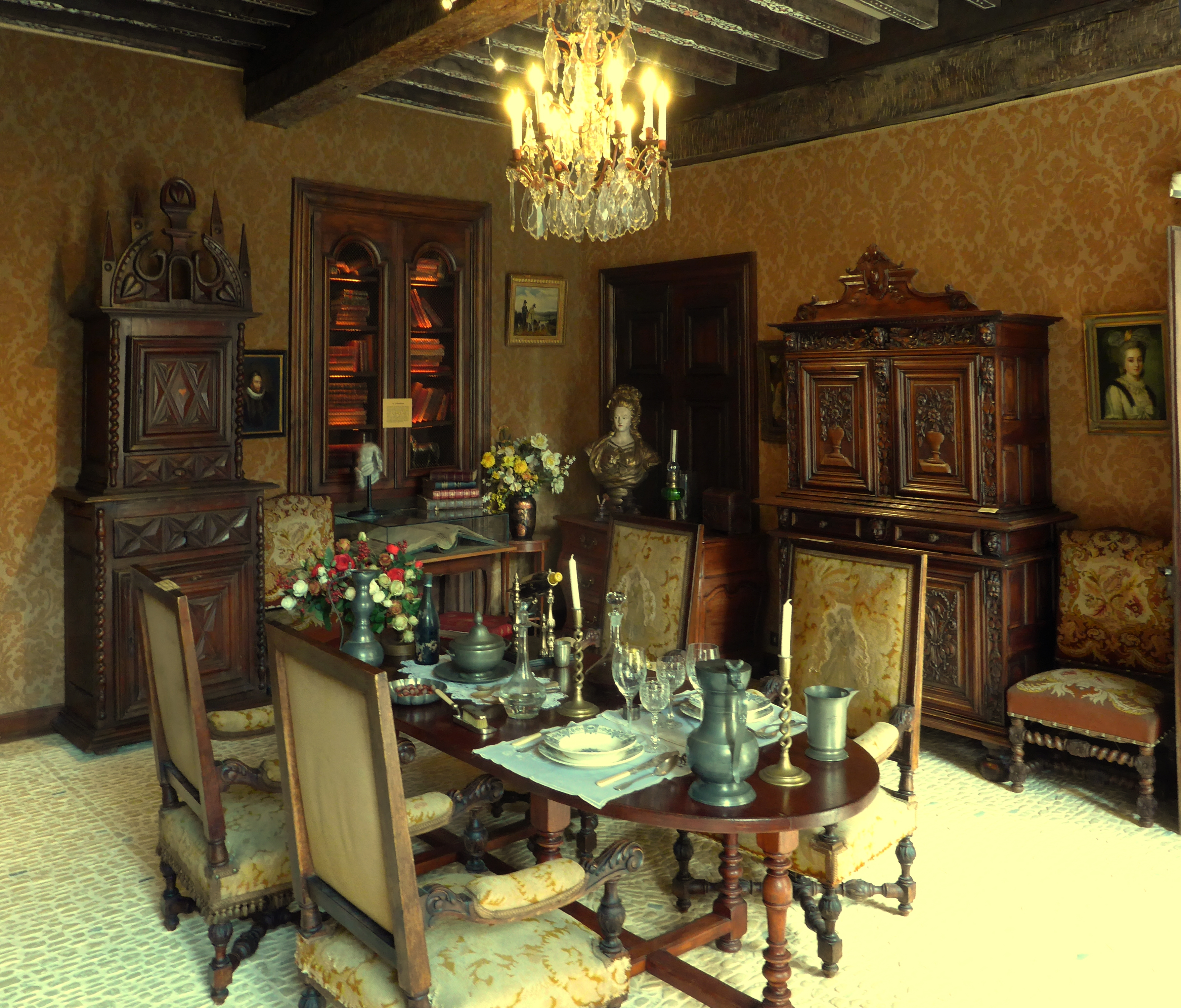
Salon d'honneur
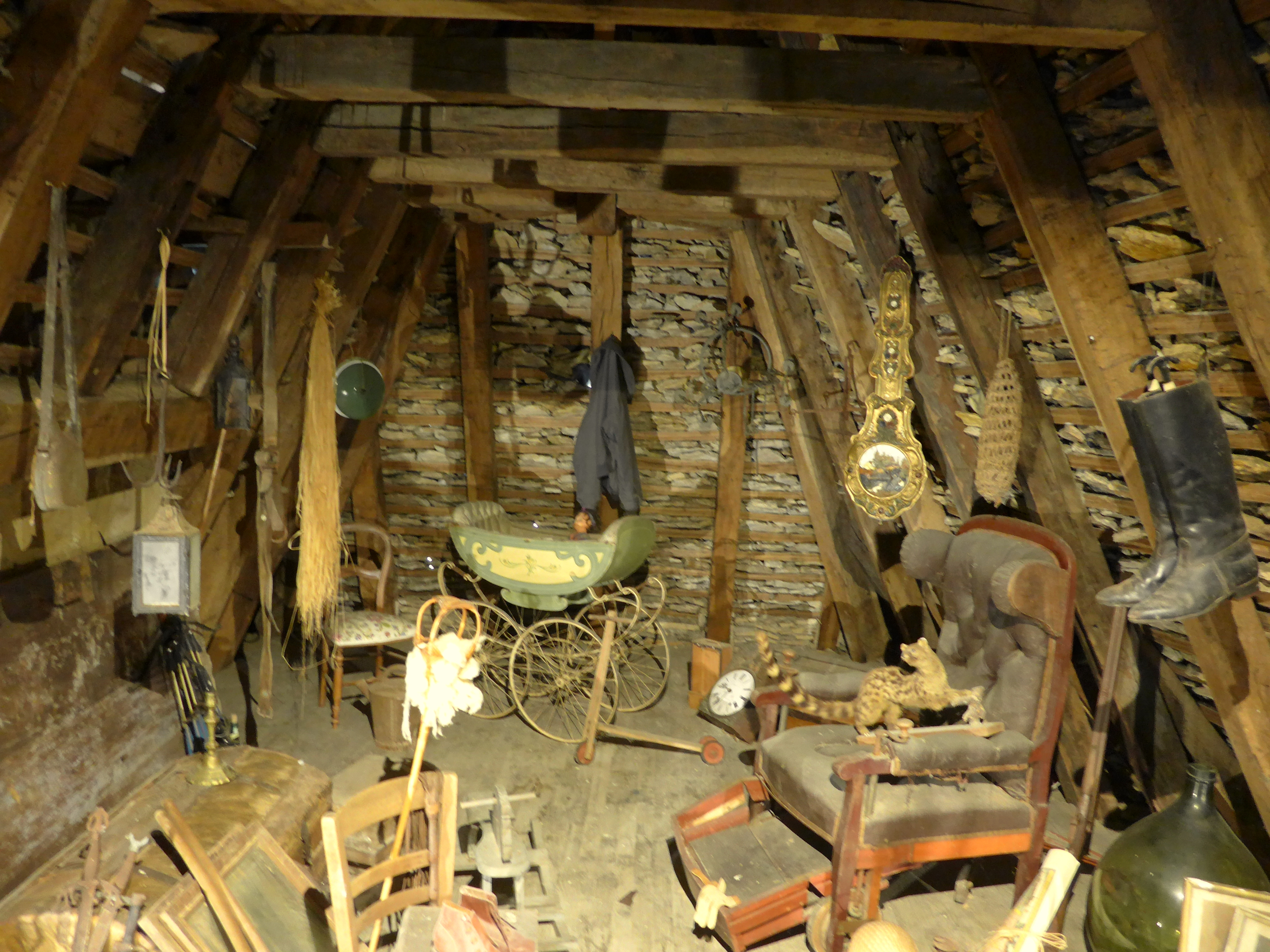
Zolder
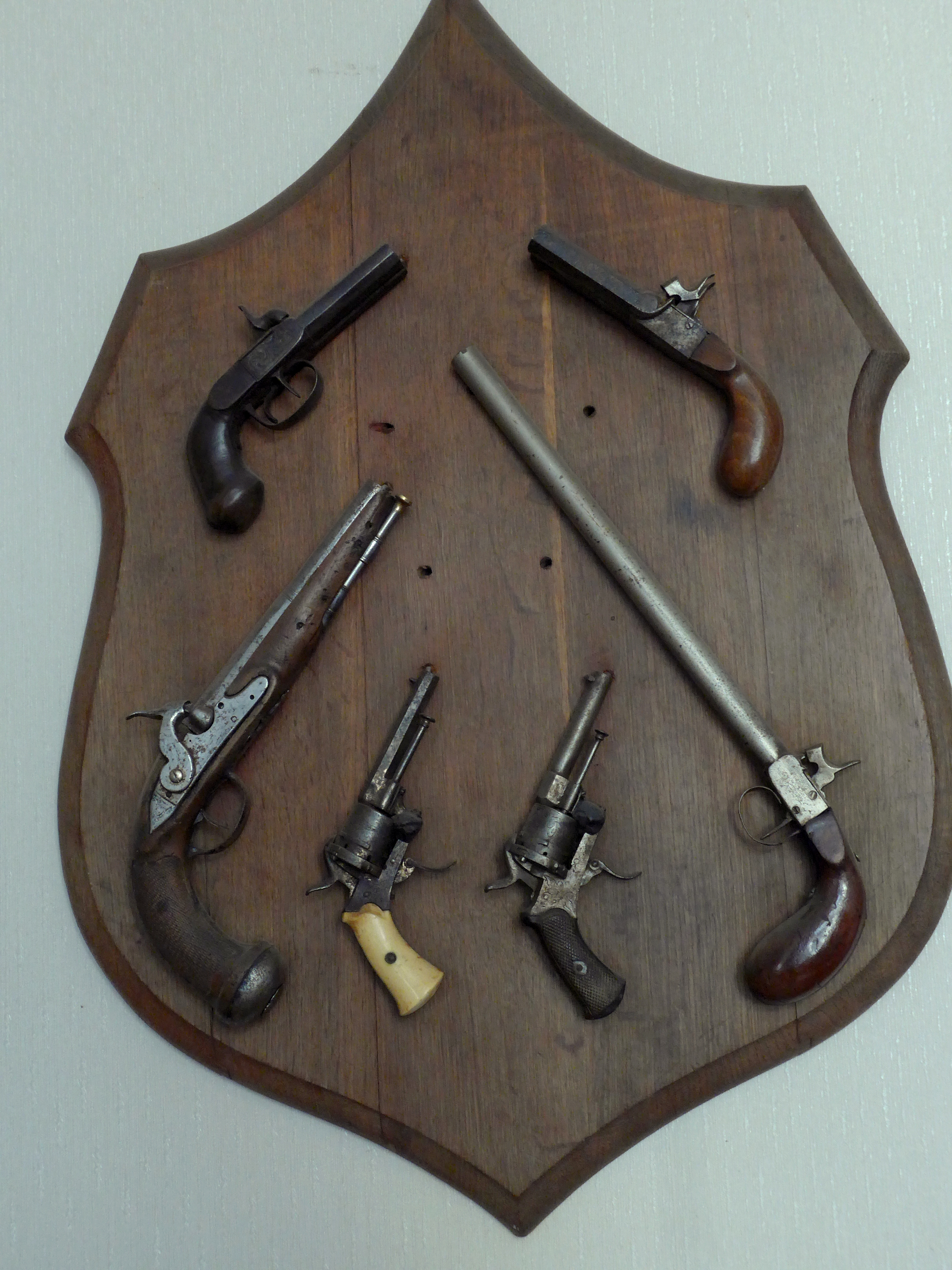
Wapenverzameling